# 天仓增十一
鯨魚座32，又名BD-09 227，HD 6976、SAO 129154、HR 346，是鯨魚座的一颗恒星，视星等为6.4，位于銀經137.48，銀緯-71.25，其B1900.0坐标为赤經1h 5m 11s，赤緯-9° -71.25′ 16″。